# Melita palmata
Melita palmata is een vlokreeftje uit de familie Melitidae. De wetenschappelijke naam van de soort is voor het eerst geldig gepubliceerd in 1804 door George Montagu.